# Самаровка
Сама́ровка (рос. Самаровка, башк. Һамар) — присілок у складі Мелеузівського району Башкортостану, Росія. Входить до складу Партизанської сільської ради.
Населення — 52 особи (2010; 42 в 2002).
Національний склад:
- росіяни — 88%